# Шварц, Альберт Фридрих
Альберт Фридрих Шварц (нем. Albert Friedrich Schwartz; 11 мая 1905, Шварценау, Западная Пруссия, Германская империя — 5 июля 1984, Аренсбёк, ФРГ) — гауптштурмфюрер СС, начальник по использованию рабочей силы в концлагере Бухенвальд.

## Биография
Альберт Фридрих Шварц родился 11 мая 1905 года в семье помещика. Окончил коммерческое училище в Данциге. Потом проходил обучение в высшей коммерческой школе в Данциге и специальной банковской школе в Ганновере, завершил обучение в 1938 году, став банковским инспектором. С 1925 года работал в сберкассе в Данциге. В 1930 году вступил в НСДАП (билет № 228771) и Штурмовые отряды (СА). В 1931 году перешёл из СА в СС (№ 6532) и вскоре стал казначеем в одном из штандартов СС.
После призыва в полицию Данцига с 1939 по 1942 год отвечал за управление лагерями для военнопленных, которые находились в ведении начальника полиции в Данциге. В конце 1941 года присоединился к Войскам СС, а в 1942 году стал адъютантом коменданта концлагеря Штуттгоф.
С октября 1942 по 11 апреля 1945 года был руководителем по использованию рабочей силы в концлагере Бухенвальд, сменив на этом посту Филиппа Гримма. В его обязанности входили подбор заключённых для использования в подлагерях, а также предоставление для них жилья и снабжения.

### После войны
По окончании войны был арестован и вместе с другими сотрудниками концлагеря Бухенвальд интернирован в лагере для военнопленных под Бад-Айблингом. Проходил обвиняемым на Бухенвальдском процессе. 14 августа 1947 года на основании своей деятельности в лагерной организации, «помощи и соучастия в преступлениях» был приговорён к смертной казни через повешение. Позже приговор был заменён на пожизненное заключение. 14 мая 1954 года был освобождён из Ландсбергской тюрьмы. Впоследствии Шварц работал в индустрии. Умер в июле 1984 года.